# ChillGOOD TV
ChillGOOD TV是香港一個YouTube頻道，由古巨基太太陳英雪與拍檔合資開設，並由陳英雪主理，定位為生活資訊節目頻道。頻道於2021年正式開始發佈影片，節目包括《靚媽圍爐》、《Music Panda》、《The Single》、《絲打圍爐》及《絲打圍佬》。

## 主要節目

### MUSIC PANDA
由香港著名琴手黃丹儀負責鋼琴伴奏，KB擔任鼓手，透過邀請不同流行歌手對談及演繹歌曲為主，為該頻道內最受歡迎的節目。

### 絲打圍佬、絲打圍爐
由楊詩敏與連詩雅主持的節目，每集邀請不同界別的男/女藝人，討論日常生活、感情觀等。其後練美娟、唐詩詠加入，成為四位固定主持。